# 中共中央新疆分局
中共中央新疆分局是新疆和平解放后，中国共产党在新疆省的领导机构。
1949年9月25日新疆和平解放。1949年10月12日，中共中央《关于成立新疆分局以及民族军应改名为人民解放军的指示》规定“新疆党的领导机关应成立分局”。1949年11月7日，中共中央新疆分局正式成立。1955年10月1日，新疆分局改设中共新疆维吾尔自治区委员会。

## 主要负责人
- 书记：
  - 王震（第一兵团司令员兼）
- 副书记：
  - 徐立清（第一兵团政委兼）
- 秘书长
  - 邓力群（中央特派员，分局常委、分局宣传部部长、分局青年工作委员会书记、分局外事委员会主任）

1952年6月28日，因新疆分局在牧区工作问题， 王震被免去在党政军主要职务。改组后的新疆分局为：
- 书记：
  - 王恩茂（第一，兼军区政委、新疆财委主任）
  - 徐立清（第二）
  - 张邦英（第三，兼军区政治部主任）
  - 赛福鼎·艾则孜（第四）
- 常委
  - 包尔汉（新疆政府主席）
  - 王震（军区副司令员，代理司令员）
  - 高锦纯（新疆政府副主席）
  - 饶正锡（新疆分局纪律检查委员会副书记，组织部部长，中共迪化市委书记，迪化市市长）